# Philippe Verdelot
Philippe Verdelot, także Verdelotto, Deslouges (ur. ok. 1480 w Les Loges koło Verdelot, zm. po 1527) – francuski kompozytor.

## Życiorys
Znany jest tylko ze swojej działalności we Włoszech. Według relacji Vasariego około 1511 roku przebywał w Wenecji, gdzie wraz z niejakim Ubrettem został sportretowany przez Sebastiano del Piombo. Około 1521 roku był w Rzymie, następnie udał się do Florencji. W latach 1522–1525 pełnił funkcję maestro di cappella w baptysterium św. Jana, a w latach 1523–1527 także w katedrze Santa Maria del Fiore. Od 1523 do 1524 roku przebywał także przypuszczalnie przez kilka miesięcy na dworze papieskim w Rzymie. Po wygnaniu Medyceuszy z Florencji w 1527 roku związał się ze zwolennikami republiki. Nie jest znana data jego śmierci. Mógł umrzeć na zarazę w 1527 roku. Brak jakichkolwiek wzmianek na jego temat po oblężeniu Florencji przez wojska papieskie i cesarskie w latach 1529–1530. Według informacji z dzieła Ortenzo Landiego, wydanego w 1552 roku, nie żył już od dłuższego czasu.

## Twórczość
Uważany jest, obok Costanzo Festy, za twórcę madrygału. Jego twórczość cieszyła się w XVI wieku dużą popularnością, utwory Verdelota były wielokrotnie przedrukowywane w zbiorach tabulatur, często z przeróbkami i intawolacjami, były też wykorzystywane jako model przez innych kompozytorów. Skomponował około 150 madrygałów, około 58 motetów, 4 chansons, dwie msze (jedna znana pod tytułem Philomena), Magnificat sexti toni. Niektóre z przypisywanych mu dzieł są wątpliwej autentyczności.
Pod względem muzycznym madrygały Verdelota wykazują ślady wpływu francuskich chansons, niekiedy widoczne są w nich jeszcze ślady wcześniejszej frottoli. Różne grupy głosów są w nich sobie przeciwstawianie w celu osiągnięcia efektu dramatyzacji, przeważa sylabiczne traktowanie tekstu, niekiedy w jednym z głosów w drobniejszych wartościach rytmicznych pojawiają się melizmaty. Struktura wersyfikacyjna tekstu podkreślona jest wyraźnymi kadencjami i pauzami. Ewenementem w twórczości madrygałowej XVI wieku było umuzycznienie przez Verdelota dwóch tekstów pisanych prozą (O singular dolcezza i żartobliwy dialog Chi bussa?), zapowiadające już komedię madrygałową.